# واحد كابوتشينو (فلم)
واحد كابوتشينو فيلم مصري إنتاج عام 2005.

## قصة الفيلم
كان حلم سعيد أبو دومة الكبير أن يقيم بالقاهرة وأن يعيش في العاصمة تاركًا الجنوب من أجل تحقيق حلمه بالتمثيل، وأن يصبح مشهورا، فهو يدرك أن لديه الموهبة. يصل على العاصمة، ويبحث عن مكتب ريجسير يمكنه من الوصول إلى الحلم. ويلتقى بأكثر من ريجسير إلا أنه يكتشف أن العديد منهم يتحدث ولا يفعل مما جعله يصطدم بواقع أليم. يذهب إلى قريته الذي يعمل سايس في كباريه، ويعمل في كباريه وهناك يكتشف عالما غريبًا لم يكن يدرى عنه شيئًا ويتعرف على شقاوة فتاة الليل. يلتقى سعيد بياسمين التي تحاول إبعاده عن الطرق غير المشروعة وتساعده في الحصول على ما يريد، فيلتحق بمعهد السينما.

## بطولة
- عبد الله محمود
- حسن حسني
- فرح
- جيهان قمري
- نشوى مصطفى
- يوسف داود
- لطفي لبيب
- محمد شرف
- محمود عبد الغفار
- نورا السباعي
- مريم فخر الدين (ضيفة شرف)
- محمد علي رزق

## روابط خارجية
- مقالات تستعمل روابط فنية بلا صلة مع ويكي بيانات